# Code d'honneur des cadets

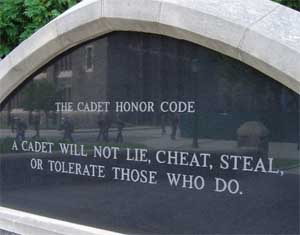
Extrait du code d'honneur des cadets à l'Académie militaire de West Point.

Un code d'honneur des cadets est un système d'éthique ou de code de conduite qui s'applique aux cadets militaires qui étudient dans les académies militaires.
Aux États-Unis, ces Cadet Honor Codes existent dans les académies fédérales, telles que l'Académie militaire de West Point et l'United States Air Force Academy et dans les universités et écoles militaires. L'Académie navale d'Annapolis et l'United States Coast Guard Academy ont une norme connexe, connue sous le nom de concept d'honneur (en).